# Hołowkiwka (obwód kirowohradzki)
Hołowkiwka (ukr. Головківка) – wieś na Ukrainie w rejonie aleksandryjskim, obwodu kirowohradzkiego.
Przez wieś płynie rzeka Beszka. Wieś zamieszkuje 2217 osób.